# زيلون (لعبة فيديو)
زيلون (باليابانية: 赤い光弾 ジリオン) (بالإنجليزية: Zillion)، هي لعبة فيديو يابانية، من تطوير ونشر شركة سيغا، وهي مأخوذة من الرسوم المتحركة اليابانية فوتون زيليون الأحمر، صدرت في الأسواق سنة 1987، حيث تعمل للمنصة الحصرية سيجا ماستر سيستم.